# Écarts d'identité
Ecarts d’identité est une revue créée et éditée depuis 1992 à Grenoble par l'association ADATE. Durant treize ans, sa parution a été trimestrielle. En 2005, elle devient semestrielle en changeant de format, passant d'un format magazine à un format revue. Depuis 2020, elle est co-éditée par quatre associations : ADATE, TRACES, La maison des passages et ISM CORUM.
Cette revue fait partie du réseau des Revues plurielles qui regroupe des éditeurs de revues sensibles aux questions des migrations et des questions interculturelles.